# Dragunov
O SVD Dragunov (em russo:  Снайперская винтовка Драгунова, transl. Snayperskaya Vintovka sistem'y Dragunova obraz'tsa 1963 goda; Fuzil Sniper, Sistema de Dragunov, Modelo de 1963) é um fuzil semiautomático para atiradores de elite produzido na antiga União Soviética e desenvolvido por Evgeny Dragunov. O SVD Dragunov é equipável com uma baioneta AK.
De índice GRAU 6V1, é calibrado em 7,62×54mmR de alta potência. O SVD foi projetado para servir como apoio do grupo de combate para fornecer precisão de longo alcance durante engajamentos para tropas ordinárias, seguindo a adoção pelo Pacto de Varsóvia do cartucho intermediário de 7,62×39mm e fuzis de assalto como sistemas de armas de infantaria padrão. Na época, a OTAN usava fuzis de batalha calibrados em 7,62×51mm OTAN como sistemas de armas de infantaria padrão e ainda não havia adotado um cartucho intermediário e fuzil de assalto propriamente dito, permitindo-lhes superar em alcance seus homólogos do Pacto de Varsóvia. O Dragunov permitia ao infante soviético estender o alcance orgânico da sua pequena unidade, e visava especialmente a supressão inimiga.
O SVD foi distribuído amplamente pelos países do bloco comunista, além de ser copiado por engenharia reversa pelos chineses, servindo em todos os continentes.

## Desenvolvimento

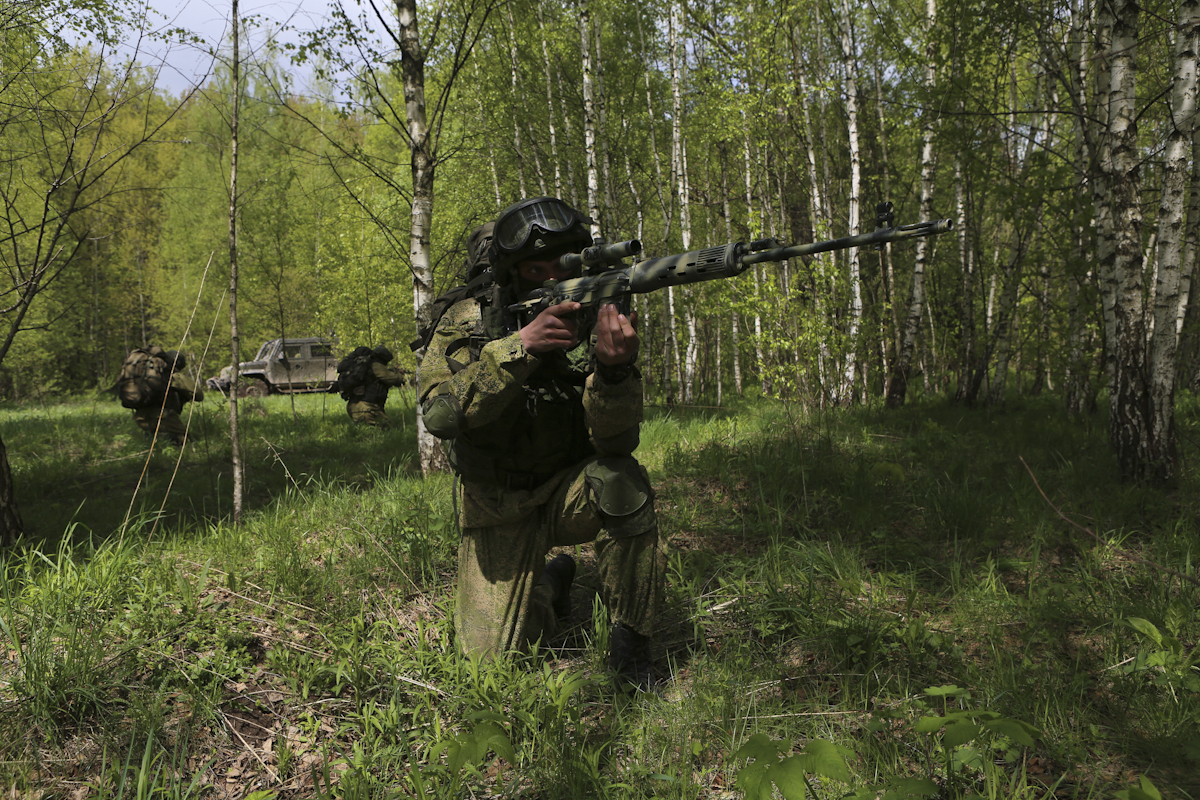
Soldado de uma companhia de reconhecimento do VDV com um SVD Dragunov camuflado durante o exercício Lynx, na região de Tula, 2017.

O SVD Dragunov foi desenvolvido de 1958 a 1963 e selecionado como vencedor de um concurso que incluía três grupos concorrentes de projetistas, liderados por Sergei Simonov (protótipo rejeitado em abril de 1960), Aleksandr Konstantinov e Yevgeny Dragunov. Extensivos testes de campo dos fuzis conduzidos em uma ampla gama de condições ambientais resultou na proposta de Dragunov sendo aceita em julho de 1963; o protótipo 2B-W-10 concorrente de Konstantinov era mais simples e barato, mas quando testado provou-se menos preciso, durável e confiável.
Um lote inicial de pré-produção composto por 200 fuzis foi montado para fins de avaliação e, a partir de 1964, a produção em série foi realizada pela Izhmash, mais tarde renomeada Kalashnikov Concern. Desde então, o SVD se tornou a arma padrão de apoio sniper do grupo de combate de vários países, principalmente no Pacto de Varsóvia. A China produziu uma cópia do SVD por meio da engenharia reversa de exemplares capturadas durante a Guerra Sino-Vietnamita, designados como Tipos 79 e 85. A Romênia foi excluída do fornecimento de Dragunov por sua oposição à invasão da Tchecoslováquia em 1968, e teve de produzir o inferior PSL. A Venezuela, dentro da sua lógica da Revolução Bolivariana, adquiriu da Rússia 1.000 fuzis Dragunov junto dos 100.000 fuzis AK-103 Kalashnikov.

## Características

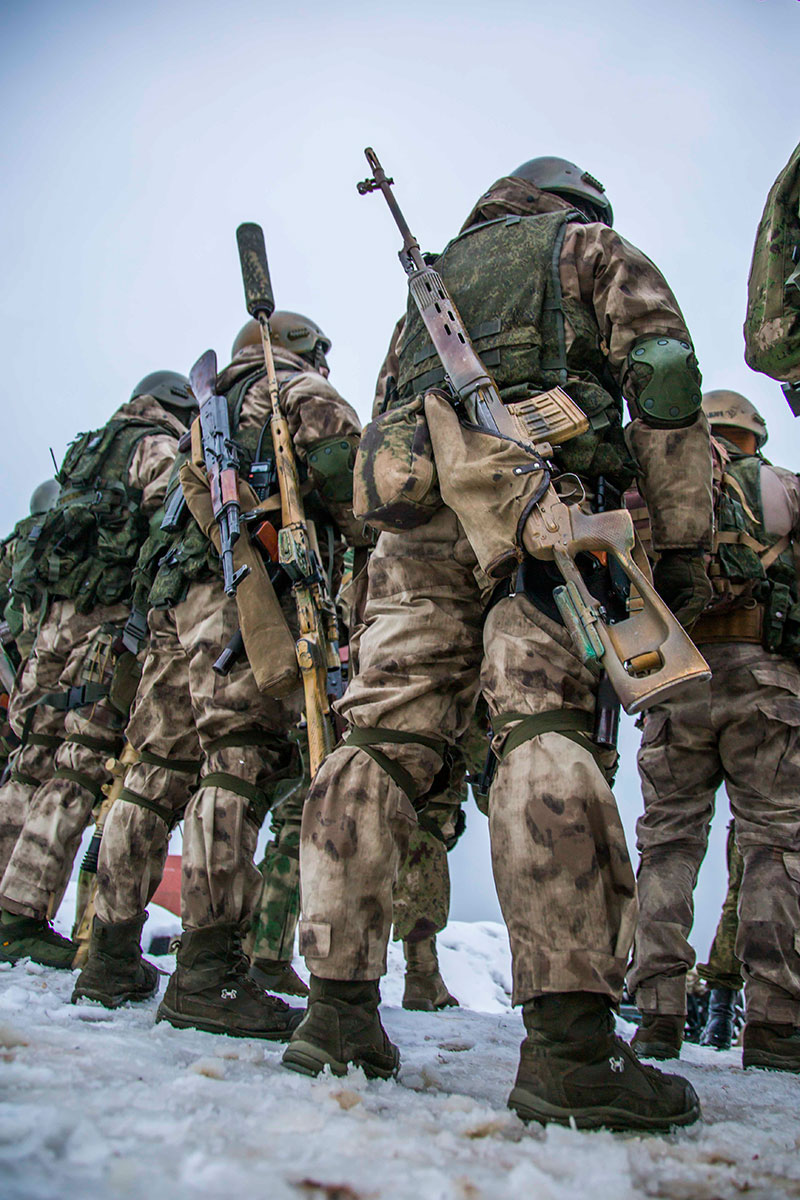
A coronha vazada do fuzil Dragunov nas costas de um soldado russo em Alabino, oblast de Moscou, 2017.

O SVD Dragunov é um fuzil sniper semiautomático que foi projetado desde o início como um fuzil de precisão (protótipo SSV-58), ao invés de ser um fuzil de batalha da infantaria re-projetado para essa função. Apesar das semelhanças cosméticas com a família de fuzis AK, estas têm o objetivo de padronizar o manual de armas e facilitar o treinamento da infantaria. Isso ocasionalmente leva à identificação incorreta do SVD como uma variante do AK e vice-versa. A principal semelhança é a ação do AK utilizada no SVD. O SVD foi pensado com base na experiência de guerra urbana da Segunda Guerra Mundial, e leva em consideração combates aproximados de surpresa e, portanto, é equipável com baioneta e tem miras de ferro para ser usado como fuzil de batalha quando necessário.

### Mecanismo Operacional
A culatra do cano é travada por meio de um ferrolho giratório (rotação à esquerda) e usa três alças de trancamento para engatar os recessos de trancamento correspondentes na extensão do cano. O fuzil possui um mecanismo de percussão do tipo e um seletor de segurança de alavanca manual. Além da desconexão do gatilho, o mecanismo de controle de tiro possui um segundo desconector que não permite que o cão caia até que o ferrolho seja fechado, semelhante a um gatilho em uma arma de tiro seletivo. No entanto, o SVD foi projetado apenas para disparos semiautomáticos. O percussor no SVD não é retido, ou seja, "flutua livremente". O receptor do SVD é usinado para melhorar a precisão adicionando resistência à torção.

O fuzil é alimentado por um carregador de cofre curvo destacável com capacidade de 10 tiros e bifilar, onde os cartuchos são empilhados em duas colunas feitas em um padrão de zigue-zague escalonado. Depois de disparar o último cartucho do carregador, o conjunto do ferrolho e o ferrolho são retidos à retaguarda em uma trava de ferrolho que é liberada puxando a alavanca de manejo para trás.

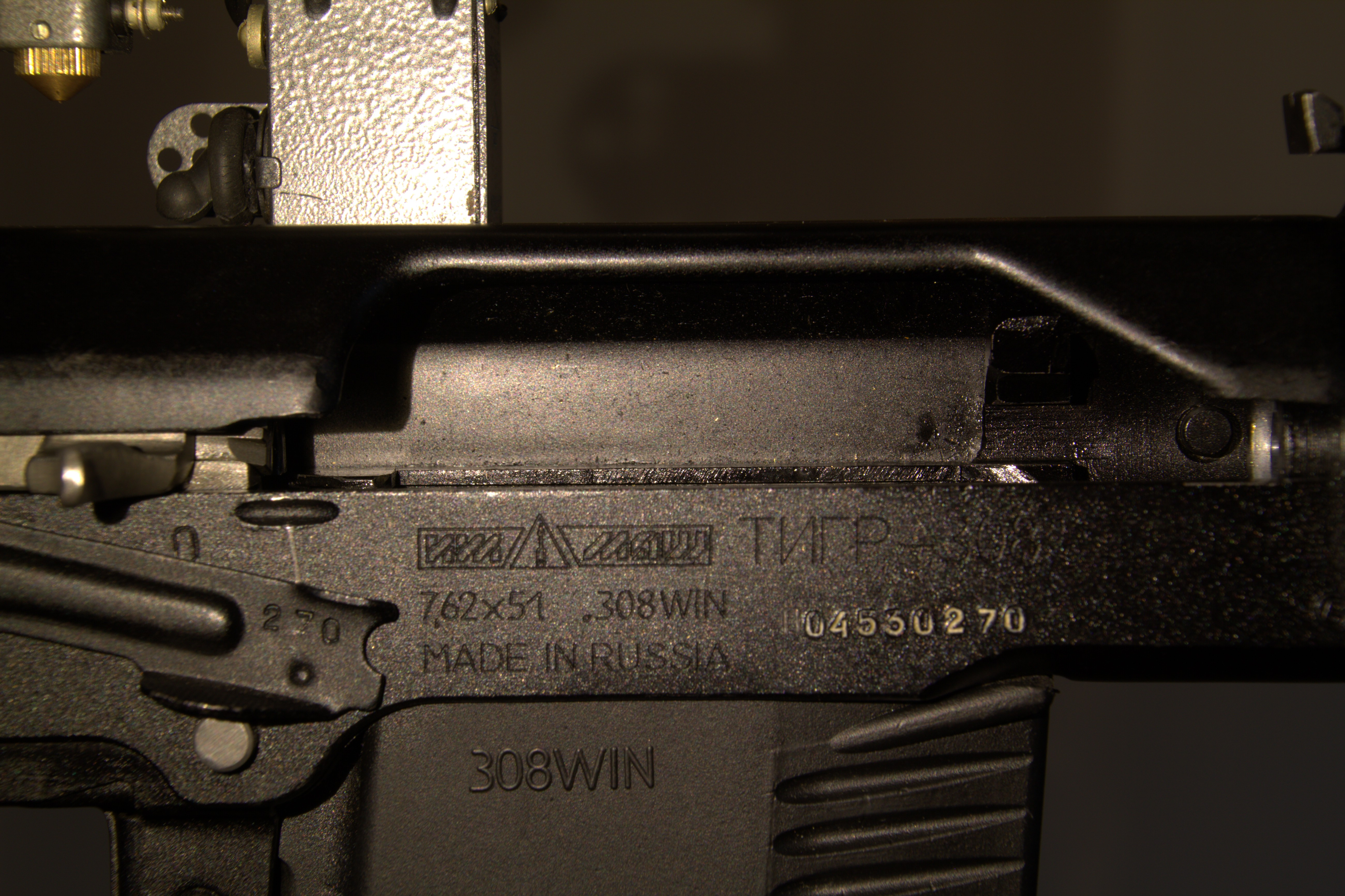
Janela de ejeção aberta.
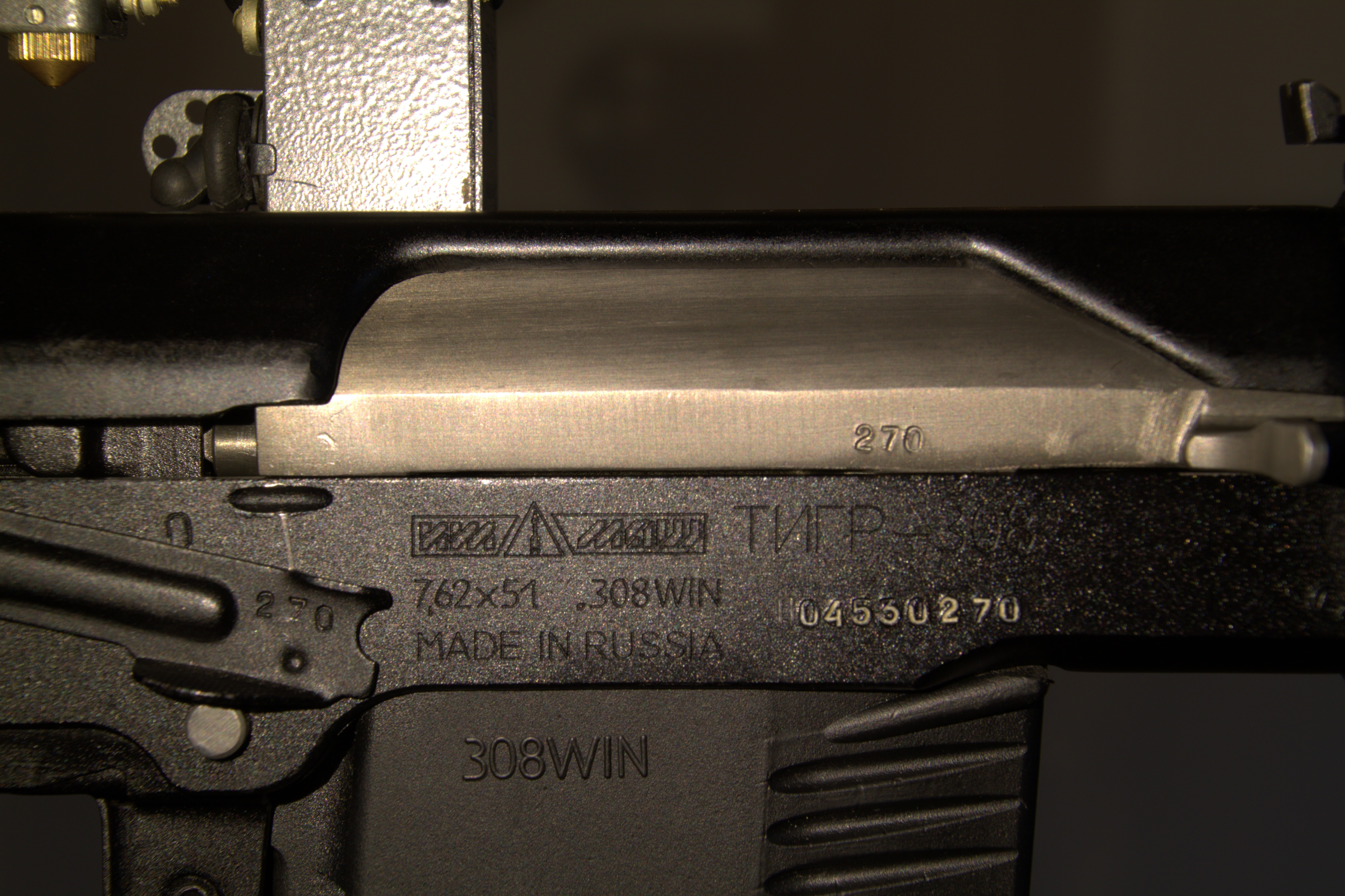
Janela de ejeção fechada.

### Munição

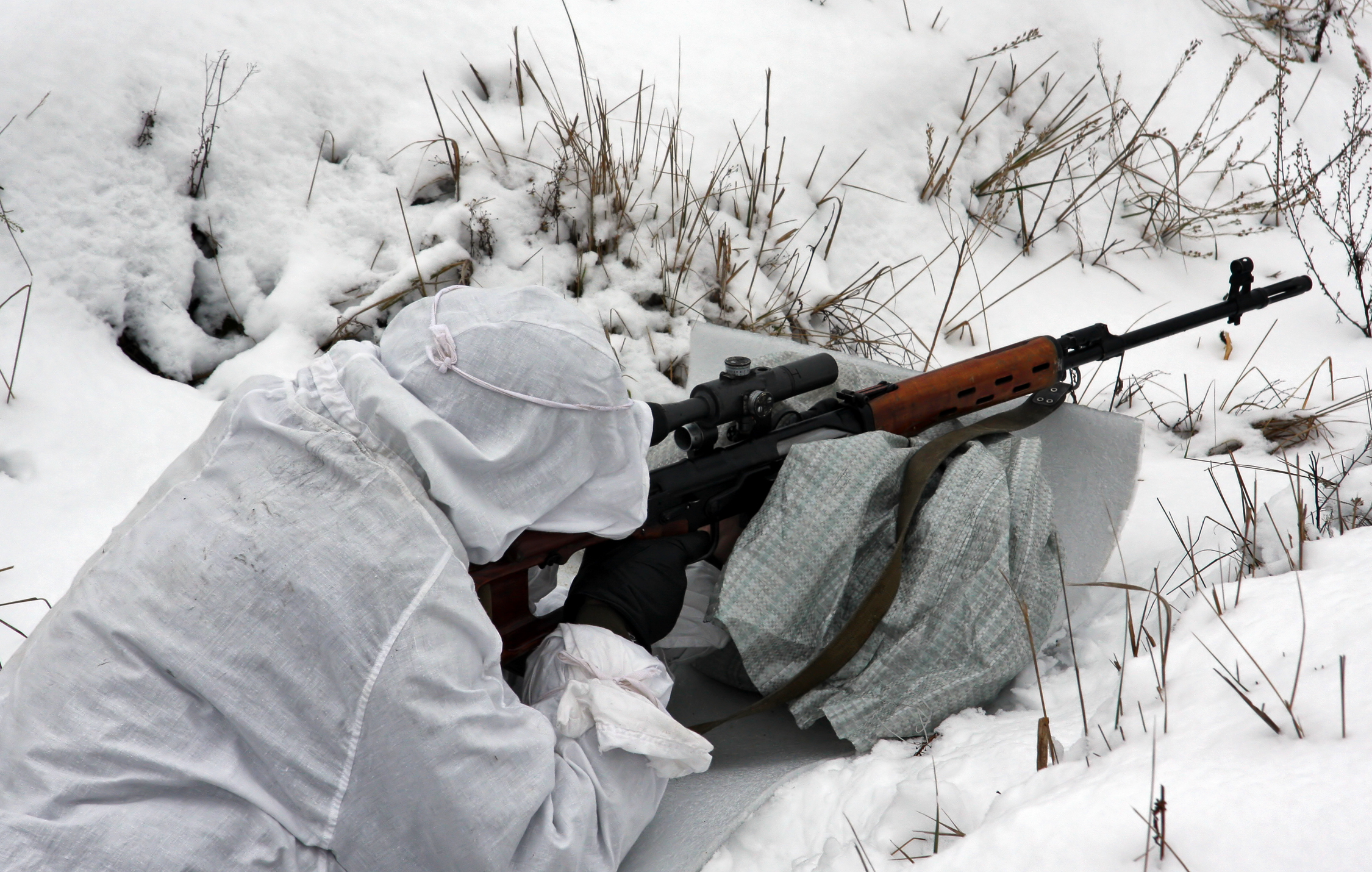
Sniper armado com Dragunov e em camuflagem de neve.

O SVD Dragunov foi projetado para disparar o cartucho 7,62×54mmR, um cartucho de fuzil com aro (também gola ou virola) que foi desenvolvido pelo Império Russo e introduzido como um cartucho de serviço em 1891 para o fuzil ferrolhado Mosin-Nagant. Produzidos pela "Fábrica 188" (Fábrica de Equipamentos de Baixa Tensão de Novosibirsk), os cartuchos eram estampados apenas com o número "188" e o ano de fabricação. Ele veio embalado com 20 cartuchos soltos em um pacote de papel, 22 pacotes em uma lata de metal e duas latas por caixa de madeira, totalizando 880 cartuchos. Os pacotes de papel individuais, as latas de metal hermeticamente fechadas e as caixas de transporte de madeira eram marcadas com Снайперская (Snaiperskaya, a forma adjetiva de "sniper"). Até mesmo o papel de embrulho de cera para os pacotes de papel era coberto com texto vermelho para garantir que não fosse mal utilizado.

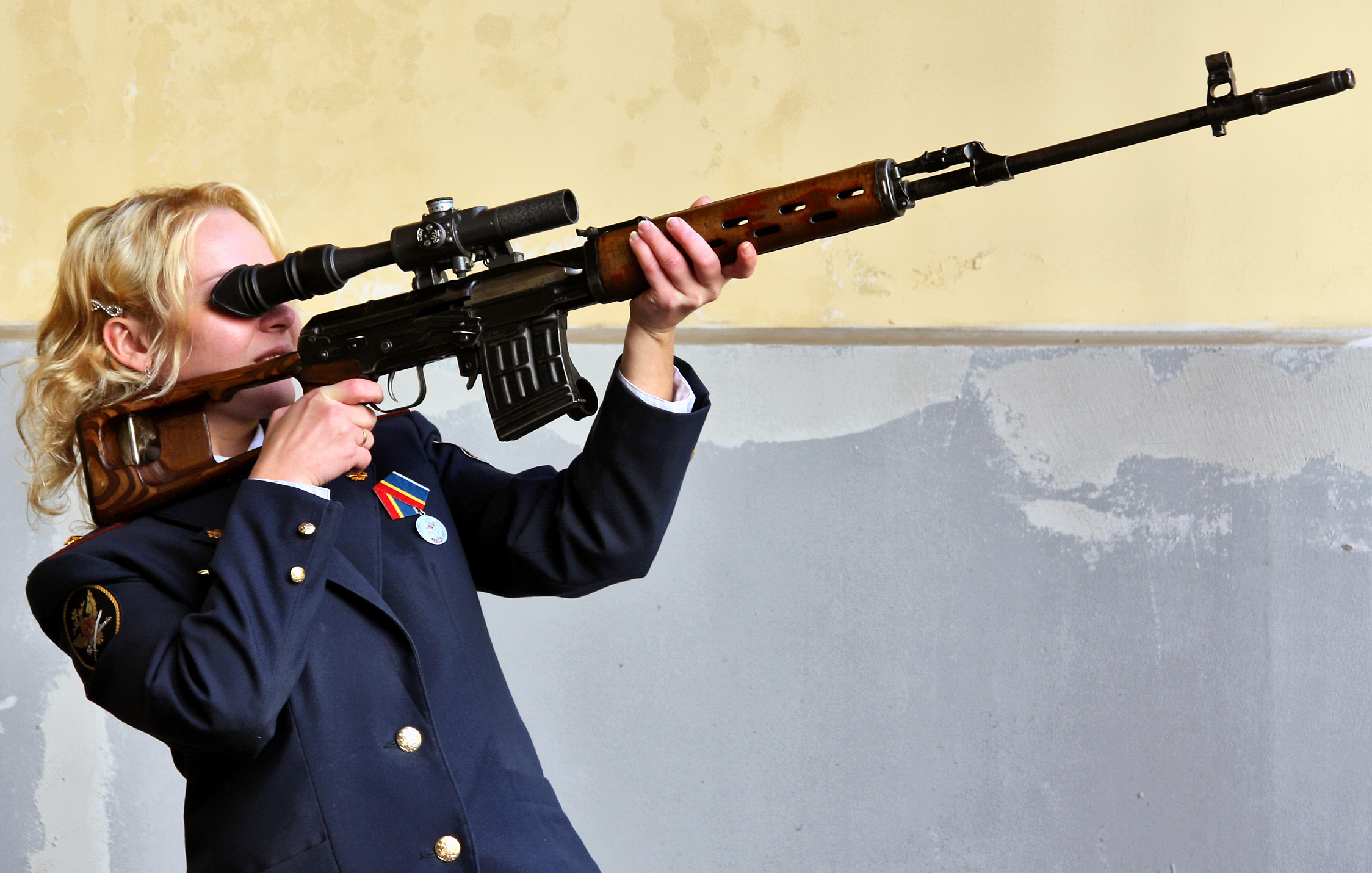
Uma cadete testando a mira de um SVD durante o torneio militar patriótico da juventude na Rússia, 2010.

Para permitir a precisão desejada do SVD, a nova munição "sniper", designada 7N1, a qual fora projetada por V. M. Sabelnikov, P. P. Sazonov e V. M. Dvorianinov em 1966, foi adotada para atender aos novos padrões. Tinha um coeficiente balístico (G1 CB) de aproximadamente 0,411 e (G7 CB) de aproximadamente 0,206. Os cartuchos sniper 7N1 não devem produzir mais de 1,24 MOA (minuto de arco) de propagação vertical extrema com canos de taxa de torção de 240mm e não mais de 1,04 MOA de propagação vertical extrema com canos de taxa de torção de 320mm em um grupo de 5 tiros. Os requisitos de precisão exigidos do SVD com 7N1 são semelhantes ao sistema de armas americano M24 Sniper com cartuchos M118SB (1,18 MOA de dispersão vertical extrema) e o sistema sniper semiautomático M110 com munição M118LR (1,27 MOA de dispersão vertical extrema).
O 7N1 diferia do cartucho padrão LPS Gzh (57-N-323S) em seu uso de propelente finamente extrudado e um projétil modificado contendo um vazio dentro da jaqueta na ponta, a qual melhorou a balística terminal, e um chumbo bimetálico e núcleo de aço macio. Com cartuchos 57-N-323S padrão, a precisão do SVD é reduzida para 2,21 MOA de propagação vertical extrema. Esta munição foi posteriormente substituída pela 7N14 em 1999, que substituiu o penetrador de aço macio por um penetrador de aço endurecido em resposta ao desenvolvimento de armaduras de infantaria.

### Cano

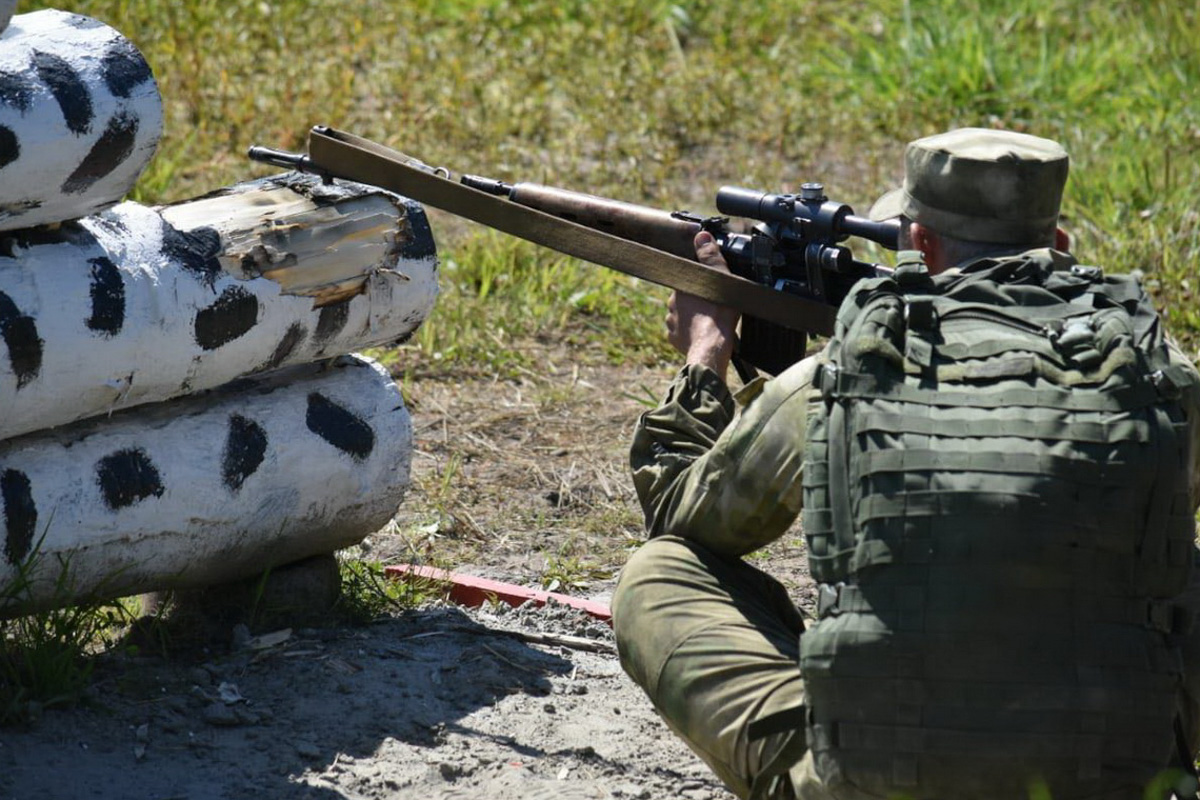
Tiro com bandoleira retesada, presa pela massa de mira.

O perfil do cano é relativamente fino para economizar peso. Sua alma é cromada para maior resistência à corrosão e apresenta quatro raias à direita. Originalmente, a taxa de torção era de 320mm (1:12,6 pol.), pois foi projetada para uso com munição civil mais pesada. Em 1975, a taxa de torção foi aumentada para o padrão de 240mm (1: 9,4 pol), o que reduziu a precisão com o cartucho de sniper 7N1 em 19%, mas permitiu o uso de núcleo de aço esférico "leve" padrão LPS Gzh (57-N-323S), bem como suas variações (incendiária, traçante e perfurante) com precisão aceitável. A parte frontal do cano apresenta o conjunto de massa de mira e um retém da baioneta. A boca do cano é equipada com um quebra-chamas de fenda longa permanentemente afixado. O SVD original tinha um guarda-mão/tubo de gás laminado de madeira compensada de bétula de duas peças.

### Coronha
A coronha, originalmente de madeira, é vazada para diminuir o peso do fuzil.  Essa coronha "esqueletizada" é equipada com um descanso de bochecha destacável; o qual é removido ao usar mira de ferro. A partir dos anos 80, as peças de madeira foram substituídas por peças sintéticas feitas de um polímero preto.

### Mira

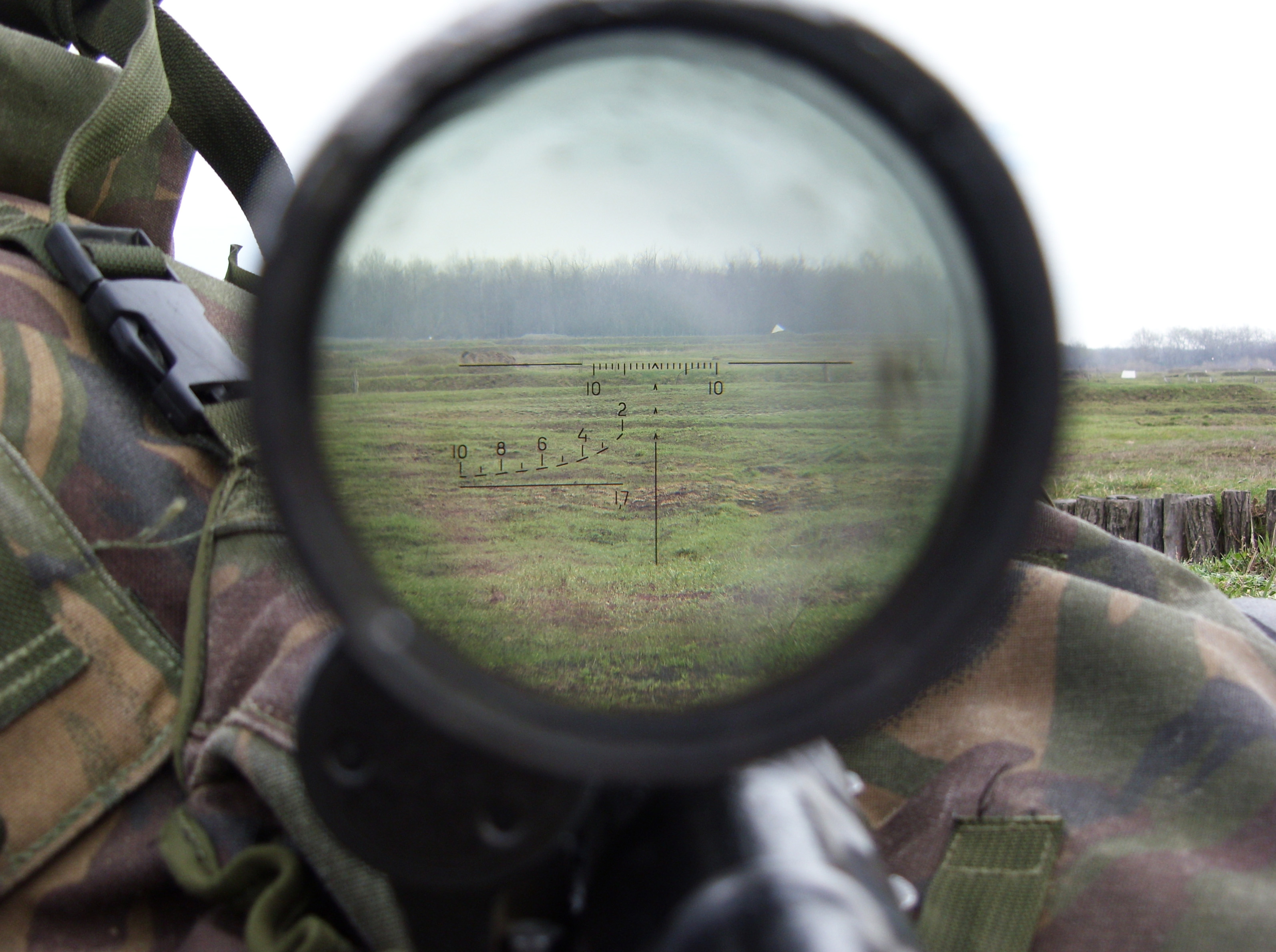
O retículo exclusivo do PSO-1. O telêmetro está no canto inferior esquerdo, divisas para distâncias além de 1.000m são encontradas no meio e marcas de estádios para vento à esquerda e à direita do retículo central. O retículo é iluminado por uma pequena lâmpada alimentada por bateria.

O fuzil possui mira de ferro ajustável com uma alça de mira tangente deslizante, graduada de 100 a 1.200m em incrementos de 100m. As miras de ferro podem ser usadas com ou sem a mira óptica padrão instalada. Isso é possível porque a montagem da luneta não bloqueia a área entre as miras frontal e traseira (massa e alça de mira, respectivamente).
O SVD foi originalmente emitido com uma mira óptica destacável PSO-1 (agora PSO-1M2) que é montada em um trilho do Pacto de Varsóvia no lado esquerdo do receptor. A torre de elevação do PSO-1 apresenta compensação de queda da bala em incrementos de 50 metros ou 100 metros para engajar alvos de ponto e área em intervalos de 100 metros até 1.000 metros. Em distâncias maiores, o atirador deve usar as divisas que mudariam a trajetória em 100 metros para cada insígnia. O recurso de compensação da bala deve ser ajustado na fábrica para a trajetória balística específica de uma combinação específica de fuzil e cartucho em uma densidade de ar pré-definida. Com o alcance crescente, erros inevitáveis induzidos pela compensação ocorrerão quando as circunstâncias ambientais e meteorológicas se desviarem das circunstâncias pré-definidas para as quais a compensação fora calibrada. Os atiradores podem ser treinados para entender as forças principais que atuam no projétil e seus efeitos em sua arma e munição específicas, e os efeitos de fatores externos em distâncias mais longas para combater esses erros. A mira PSO-1 permite que alvos tipo área sejam engajados em alcances superiores a 1.300m; os alcances efetivos em situações de combate foram declarados entre 600 a 1.300m, dependendo da natureza do alvo (alvo de ponto ou área), qualidade da munição e habilidade do atirador.
Várias miras telescópicas alternativas de emissão militar com níveis variados de ampliação e retículos estão disponíveis para o SVD. Fuzis designados SVDN vêm equipados com uma visão noturna, como o NSP-3, NSPU, PGN-1, NSPUM ou o PCS-5 passivo polonês. Os fuzis designados SVDN-1 podem usar a visão noturna passiva NSPU-3 (1PN51) e os fuzis designados SVDN2 podem usar a visão noturna passiva NSPUM (1PN58). Suportes de montagem comerciais não-militares que se conectam à montagem de trilho do Pacto de Varsóvia podem permitir o uso de ópticas montadas em trilhos Picatinny.

## Acessórios

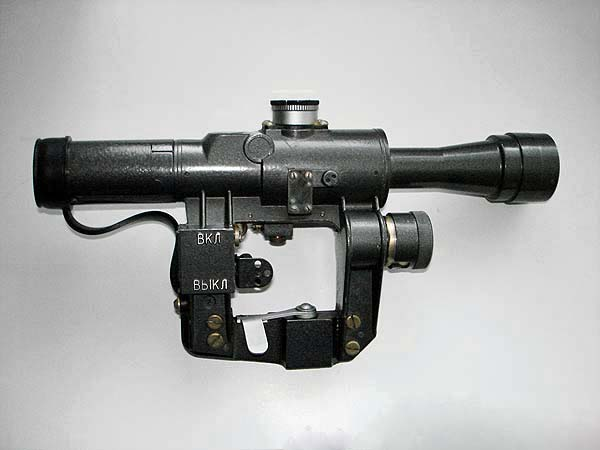
Mira telescópica militar russa PSO-1M2 4×24 com o sistema de montagem em trilho do Pacto de Varsóvia.

Vários acessórios são fornecidos com o fuzil SVD, incluindo uma baioneta tipo lâmina (ponta cortada AKM ou baioneta ponta de lança AK-74), quatro carregadores sobressalentes, uma bandoleira de couro ou nylon, bolsa para carregador, kit de limpeza e um kit de manutenção para a mira telescópica.
Também está incluído um estojo da bateria para clima frio com um "clipe de camisa", com um cabo permanentemente conectado - aproximadamente 24" de comprimento - terminando com outra tampa do estojo da bateria, o qual tem uma extensão para pressionar contra o contato interno no lugar da bateria para completar o circuito. Colocar o estojo da bateria externa na roupa do atirador próximo ao corpo evita que ela congele; usar o clipe garante que ele permaneça no lugar.
O bipé tipo braçadeira se conecta a relevos usinados perto da frente do receptor, ele literalmente agarra as duas áreas cortadas e monta com segurança com uma grande cabeça redonda no parafuso da braçadeira capaz de prender firmemente o bipé. As pernas são ajustáveis individualmente - ao contrário do comprimento fixo encontrado em muitos fuzis e metralhadoras - e podem ser dobradas e guardadas em uma posição para a frente, negando a necessidade de remover o bipé antes de colocar o fuzil no estojo de lona. As duas pernas são mantidas juntas com uma braçadeira em forma de "J", presa a uma perna e girada sobre a outra perna. Os bipés SVD soviéticos/russos originais alcançam um preço muito alto quando (raramente) aparecem no mercado.

## Doutrina

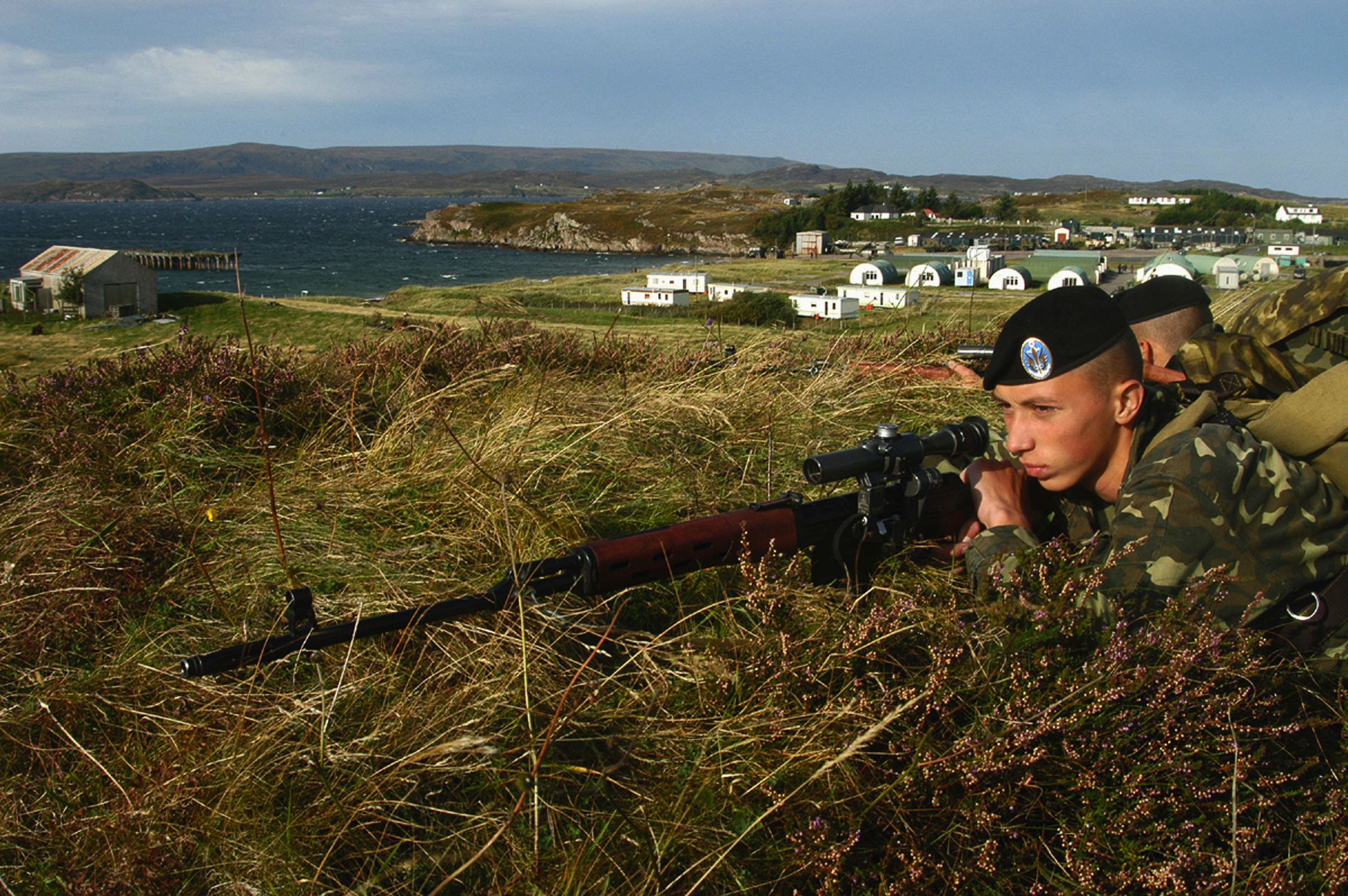
Soldado ucraniano da 1ª Companhia de Fuzileiros Navais com um fuzil Dragunov durante um exercício da OTAN na Escócia, 2003.

O SVD Dragunov foi usado por atiradores de elite desdobrados no Exército Soviético no nível básico de pelotão de fuzileiros de infantaria motorizada. Para tanto, o fuzil foi projetado para ser muito mais leve do que os fuzis de precisão mais convencionais, tornando-o mais adequado para uso pela infantaria, e o fuzil é semiautomático para priorizar o volume de tiro em detrimento da precisão. A sua função era estender o alcance orgânico da infantaria e pensava-se que um número relativamente pequeno de atiradores armados com armas de calibre de alta potência 7,62×54mmR poderia ajudar as tropas convencionais armadas com armas de calibres intermediários de 7,62×39mm, suprimindo/assediando alvos e ativos valiosos (como oficiais, operadores de rádio, tripulações de veículos, outros atiradores, equipes de metralhadoras, equipes de armas antitanque, etc.) com maior precisão e em distâncias muito maiores. Essa função foi chamada retroativamente pelo sistema americano como "atirador designado".
Depois que o fuzil foi produzido em número suficiente, cada pelotão de infantaria das tropas do Pacto de Varsóvia incluía pelo menos um atirador equipado com SVD. Nos arsenais da República Democrática Alemã, havia quase 2.000 fuzis. Os atiradores eram frequentemente escolhidos entre o pessoal que exibia uma pontaria de fuzil excepcional enquanto membros do DOSAAF. Estima-se que esses atiradores tenham 50% de probabilidade de acertar um alvo do tamanho de um homem em pé a 800m e uma probabilidade de 80% de acertar um alvo do tamanho de um homem em pé a 500m. Para atingir esse nível de precisão, o atirador não poderia engajar mais de dois desses alvos por minuto. Para distâncias não superiores a 200m, a probabilidade foi estimada bem acima de 90%, independentemente do tempo gasto.

## Versões

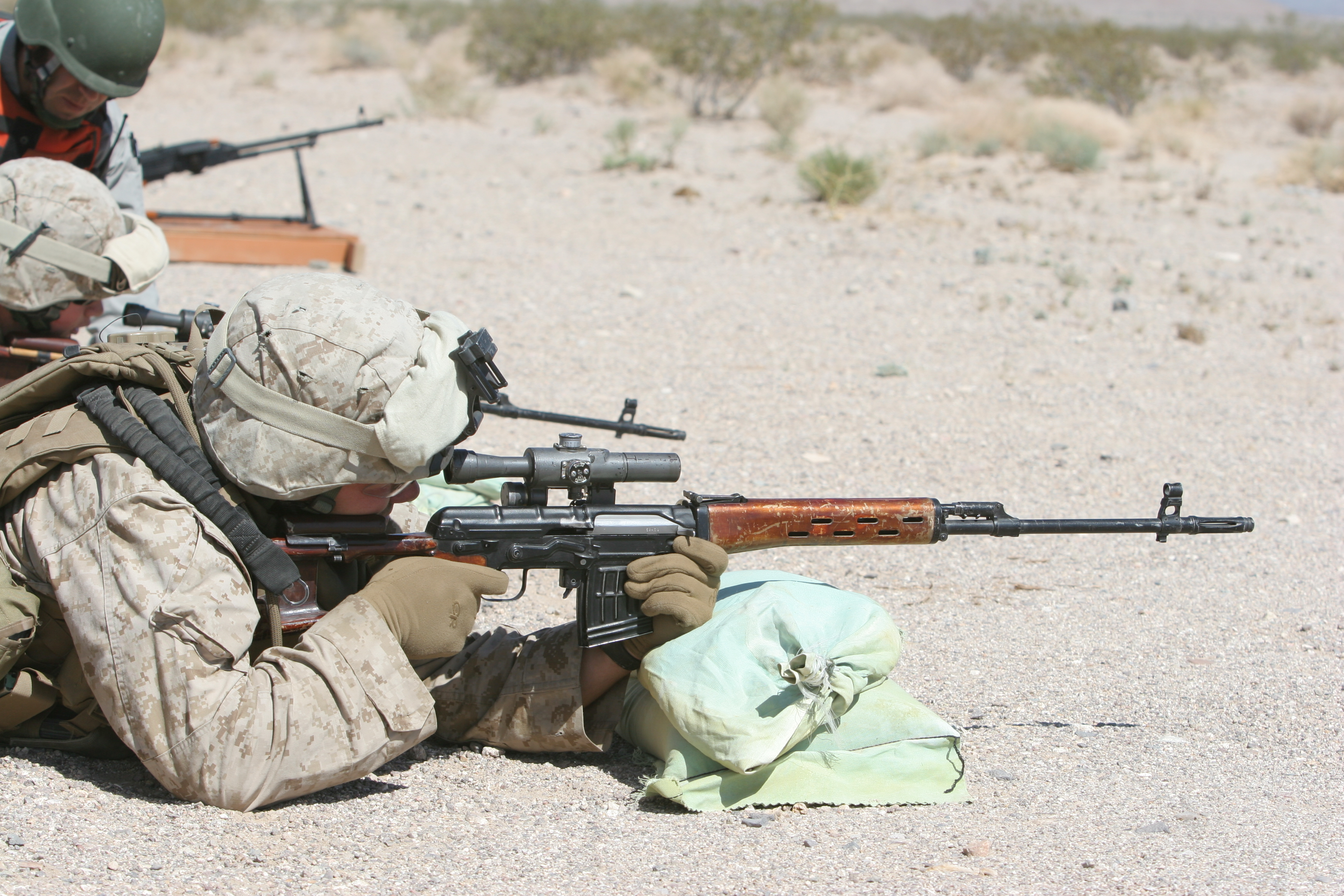
Um militar americano testando um Dragunov.

Cópias desse fuzil foram e ainda são produzidas pelo mundo. Alguns fuzis usam o mesmo desenho interno, tal como o Al-Kadesiah iraquiano - em homenagem à Batalha de Cadésia - e os chineses Tipos 79/85 em calibre 7,62x54mmR e NDM-86 em calibre 7,62x51mm OTAN; estes copiados sem licença após serem capturados nas guerras de fronteira com o Vietnã. A Romênia produziu o PSL/FPK e os iugoslavos o  Zastava M76 baseados no AK e RPK, ambos internamente diferentes mas cumprindo o mesmo papel doutrinal do SVD Dragunov de apoio orgânico ao pelotão. O fuzil Tabuk iraquiano foi criado com base no Zastava M70 para o mesmo propósito.
A Rússia também produz um versão civil, conhecido como “Tigr” (Tigre), em calibre 7,62x54mmR e 7,62x51mm OTAN; normalmente em canos mais curtos. Há ainda uma versão de caça conhecida como Medved que não é mais produzida.

## Variantes

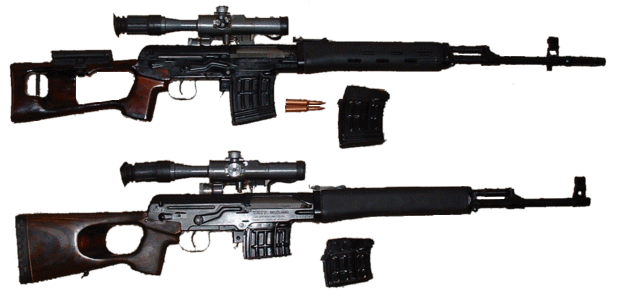
Par de Dragunovs importados pelos EUA como Tigres. O fuzil acima tem uma almofada de bochecha, dois carregadores de 10 tiros e um quebra-chamas. O fuzil abaixo foi comercializado como uma "carabina" de caça. Não possui almofada de bochecha ou quebra-chamas, e usa dois carregadores de 5 tiros.

SSV-58 – O protótipo submetido a testes por Yevgeny Dragunov. O projeto carecia do quebra-chamas fixo e da alça de baioneta que foram adicionados ao fuzil antes da adoção. As alças de miras foram montadas na tampa e eram miras de abertura em vez da mira de entalhe padrão.
SVDN (6V1N) – Uma série de variantes do SVD original que foram emitidas com várias ópticas de visão noturna.
V-70 – Um protótipo de fuzil automático desenvolvido em 1968. Envolveu o desenvolvimento de um novo bipé, um cano mais grosso e mais curto com um novo dispositivo de cano e carregadores de 15/20 cartuchos. O bipé destacável desenvolvido para este projeto seria usado em modelos subsequentes de SVD.
Tigr – Uma variante civil do SVD, sem uma alça de baioneta, produzido pela primeira vez na década de 1970. A produção em série começou em 1992. Para exportação para os Estados Unidos, a armadilha que impedia o disparo fora da bateria teve que ser removida para cumprir a Lei Nacional de Armas de Fogo. Os fuzis Tiger dispõe de canos encurtados (520mm) e comprimento total (620mm), coronhas diferentes (incluindo uma coronha dobrável no estilo SVDS) e calibres 7,62×54mmR, .308 Winchester, .30-06 Springfield ou 9,3×64mm Brenneke.
AF – Protótipo de fuzil automático desenvolvido em meados dos anos 70. Os protótipos foram calibrados em 5,45x39mm e compatíveis com os carregadores AK-74 (especificamente, o carregador de 45 tiros também compatível com o RPK-74).

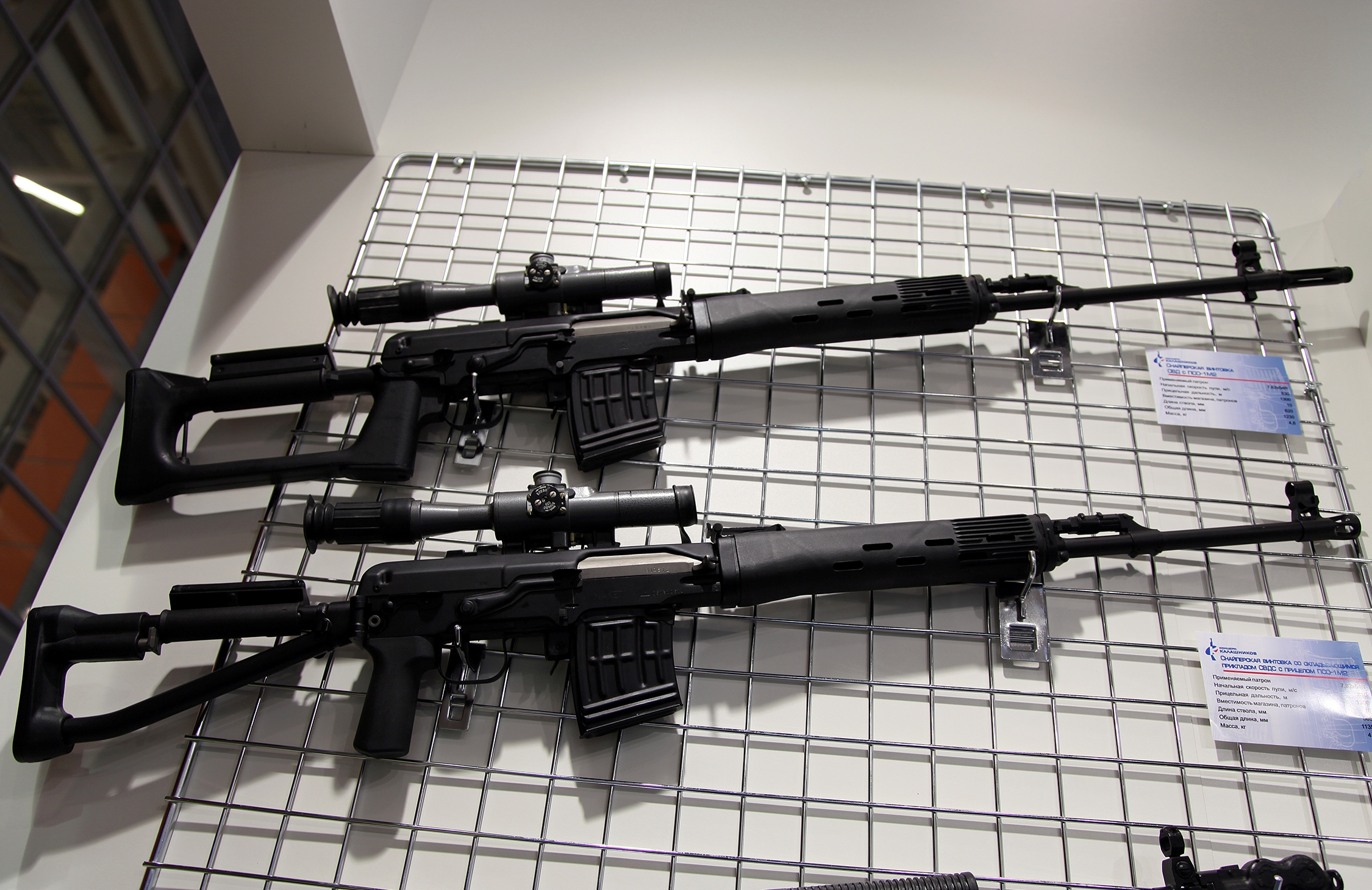
Fuzis SVD (topo) e SVDS, variante encurtada com coronha dobrável, fabricados na Rússia com armação sintética moderna.

SVD-S (6V3) – As tentativas de reduzir o comprimento do fuzil para uso por fuzileiros navais, infantaria mecanizada e pára-quedistas começaram em 1978, adicionando uma coronha dobrável e um cabo de pistola separado. Inicialmente, desenhos de coronhas preexistentes foram usados (como a do AKS-74), mas problemas ergonômicos exigiam o desenvolvimento de uma coronha dobrável exclusiva. O projeto final foi escolhido entre uma variedade de protótipos e adotado em 1995, o qual tinha uma coronha de metal dobrada para a direita para não sofrer interferência do suporte óptico e também tinha um cano encurtado. A coronha incluía um apoio de borracha e um elevador de bochecha. O cano também recebeu um perfil mais pesado, o alojamento do receptor foi reforçado, o bloco do cilindro de gás foi melhorado e um quebra-chamas cônico mais curto foi adotado. As variantes SVDSN (6V3N), assim como as variantes SVDN, são simplesmente equipadas com vários dispositivos de visão noturna.
SVDG (6V1-10) – Um SVD de cano liso com alma de 10mm desenvolvido juntamente com o moderno programa de cartuchos intermediários para usar o projétil APFSDS experimental de 3mm, originalmente projetado para uso em metralhadoras padrão. O projeto não foi implementado devido à fraca balística terminal do projétil e à complexidade da nova arma.
Tipo 79/85 – Uma variante chinesa do SVD. Embora o desenho seja quase idêntico ao SVD original, algumas peças não são intercambiáveis, pois as dimensões são ligeiramente diferentes daquelas dos fuzis de produção soviéticos. Uma pequena quantidade também foi calibrada em .308 Winchester para exportação. Fuzis exportados são muitas vezes referidos como NDM-86 ou EM-351.
Al-Kadesiah – Uma variante iraquiana do SVD, não deve ser confundido com o fuzil Tabuk. Embora o desenho seja muito semelhante ao SVD, muitas peças não são intercambiáveis devido às suas dimensões únicas e características de projeto. Por exemplo, o receptor não é fresado e é ligeiramente mais longo que o do SVD, e o cano é fixado ao receptor em vez de ser rosqueado. O fuzil também é emitido carregadores com um relevo de palmeira ornamental.
TKB-0172 – Um projeto bullpup inicial do SVD desenvolvido pelo Departamento de Desenvolvimento de Armas Esportivas e de Caça de Tula nos anos 80. Este fuzil também tinha um cano significativamente encurtado para reduzir o comprimento.
SSV-6 (6V1-6) – Calibrado no cartucho experimental de 6mm desenvolvido nos anos 80. A arma não foi adotada devido à baixa eficácia do cartucho.

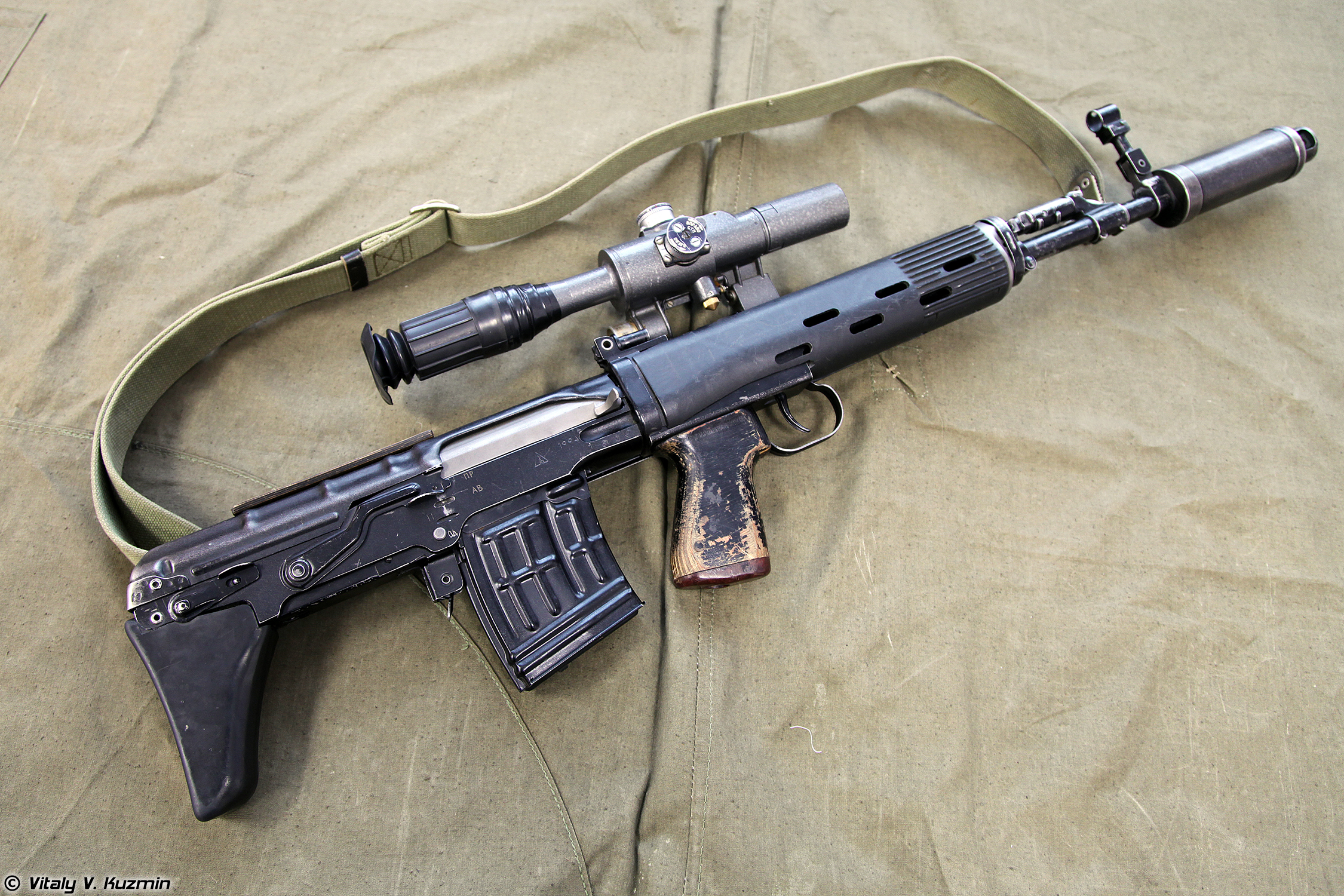
Fuzil SVU-A 03 7,62x54mmR.

OTs-03 SVU – Uma variante do TKB-0172 que iniciou a produção em série em 1991 para o MVD. O fuzil também foi equipado com um freio de boca aprimorado, bem como uma mira de abertura traseira, muito parecido com o protótipo SVD original. Muitos não eram fuzis de produção nova, mas sim SVD adaptados. Uma variante de disparo seletivo - OTs-03A(S) SVU-A - também foi produzida em pequenas quantidades para servir como fuzil automático, mas a capacidade de disparo automático foi posteriormente removida do projeto. O cano encurtado original também foi posteriormente substituído por um cano de comprimento total no projeto.
SVDK (6V9) – Uma variante russa experimental calibrada no cartucho 7N33 de 9,3×64mm, com base no projeto civil do Tigr.
SWD-M – Uma variante polonesa modernizada do SVD adotada em 1998 que usa um cano pesado, bipé (montado no antebraço) e mira telescópica LD-6 (6×42).

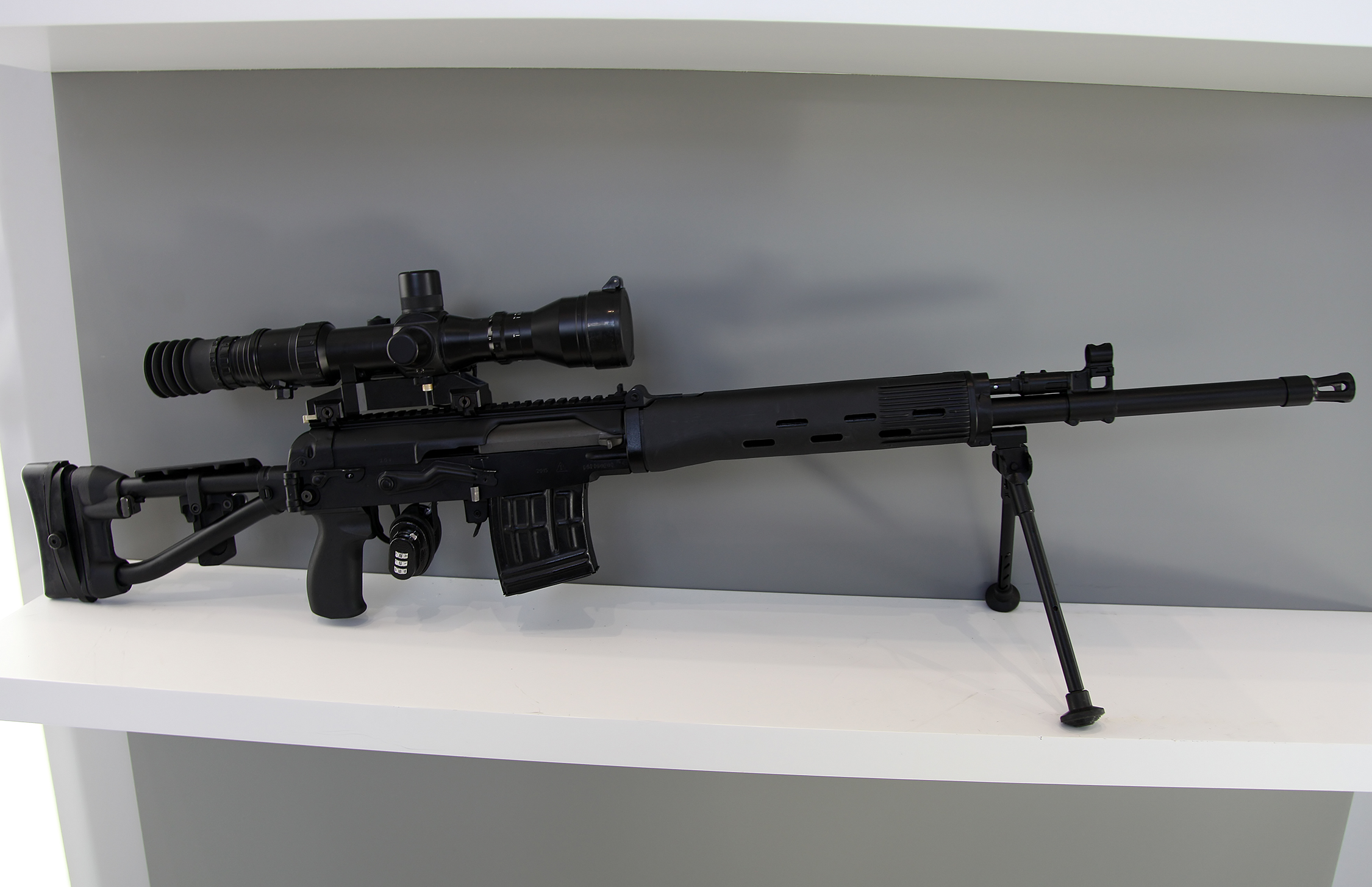
Fuzil SVDM.

CS/LR19 ou NSG-85 – Uma variante chinesa modernizada do Tipo 85 adotada pelo Exército Popular de Libertação (EPL) em 2014.
SVDM – Uma variante modernizada do SVDS que entrou em serviço em 2018. Comparado ao seu antecessor, o SVDM foi projetado notavelmente com um cano mais grosso (e 550mm de comprimento), armação nova e um trilho picatinny montado na nova tampa articulada. A mira telescópica de potência variável 1P88-4 (1П88-4) é usada como a óptica diurna padrão. O fuzil SVDM pode ser usado com um bipé destacável e com um silenciador de remoção rápida. A linha de mira de ferro apresenta um elemento de alça de mira simplificado e um novo elemento de massa de mira localizado acima do bloco de gás. O SVDM tem comprimento de 1.135mm (975mm com a coronha dobrada) e pesa 5,3kg.